# GOOD Music
GOOD Music (также просто GOOD, стилизовано как G.O.O.D. Music; сокращение от Getting Out Our Dreams) — американский лейбл звукозаписи, основанный рэпером Канье Уэстом в 2004 году. В 2011 году лейбл подписал эксклюзивное долгосрочное соглашение с Island Def Jam Music Group. В 2012 году лейбл выпустил свой дебютный сборник Cruel Summer. В 2015 году Уэст назначил Pusha T президентом лейбла, а исполнительный директор звукозаписывающей компании Стивен Виктор был назначен операционным директором. 19 декабря 2022 года Pusha T объявил, что уходит со своего поста и больше не поддерживает отношения с Уэстом.
Лейбл выпустил два сингла номер один в американском Billboard Hot 100, «All of Me» Джона Ледженда и «Panda» Desiigner; а также девять альбомов номер один в американском Billboard 200: Finding Forever рэпера Common; Dark Sky Paradise, I Decided и Detroit 2 Биг Шона; The Life of Pablo, Ye, Jesus Is King и Donda Канье Уэста и It’s Almost Dry Pusha T.
25 октября 2022 года издание Complex сообщило, что G.O.O.D. Music больше не является частью Def Jam Recordings. Последние два релиза, It’s Almost Dry Pusha T и You Can’t Kill Me 070 Shake, были изданы Def Jam в апреле и июне соответственно. Неизвестно, когда закончилась эта сделка. Это стало ответом на недавние споры, связанные с антисемитскими и расистскими высказываниями Уэста, хотя стало известно, что Уэст покинул Def Jam после выхода Donda, так как этим альбомом он полностью выполнил условия контракта с лейблом.
19 декабря 2022 года Pusha T объявил, что он больше не поддерживает отношения с Канье Уэстом из-за разногласий, связанных с его антисемитскими взглядами, покинул пост президента G.O.O.D. Music и официально прекратил сотрудничество с лейблом.

## История
В те времена, когда Уэст, GLC и Really Doe начинали свою карьеру на музыкальном поприще, они объединились в группу The Go-Getters. Они не выпустили ни одного альбома, но Канье смог подписать контракт с Roc-A-Fella Records, участником которого он является и по сей день.
Джон Ледженд и Common стали первыми музыкантами, выпустившими альбом, спродюсированный на GOOD Music. Они были номинированы на Grammy Awards в семи номинациях: Get Lifted в трёх, а Be — в четырёх.
Уже в течение нескольких лет происходит неразбериха по поводу определения принадлежности GOOD Music к компаниям. GLC говорит, что это не лейбл, а «подобие продюсерской фирмы».

## Артисты

### Нынешние
| Исполнитель | Год подписания | Релизы на лейбле |
| ----------- | -------------- | ---------------- |
| 070 Shake   | 2016           | 3                |
| Sheck Wes   | 2018           | 1                |

### Бывшие
| Исполнитель     | Лет на лейбле | Релизы на лейбле |
| --------------- | ------------- | ---------------- |
| Канье Уэст      | Основатель    | 4                |
| GLC             | 2004—2006     | —                |
| Tony Williams   | 2004—2010     | 1                |
| Common          | 2004—2010     | 3                |
| Consequence     | 2004—2011     | 1                |
| Джон Ледженд    | 2004—2016     | 6                |
| Sa-Ra           | 2005—2007     | —                |
| Malik Yusef     | 2005—2016     | 1                |
| Биг Шон         | 2007—2021     | 6                |
| Кид Кади        | 2008—2013     | 3                |
| Mr Hudson       | 2009—2016     | 1                |
| Pusha T         | 2010—2022     | 5                |
| Mos Def         | 2010—2016     | —                |
| D'banj          | 2011—2016     | —                |
| Q-Tip           | 2012          | —                |
| WZRD            | 2012—2013     | 1                |
| Тейяна Тейлор   | 2012—2020     | 3                |
| Kacy Hill       | 2014—2019     | 2                |
| HXLT            | 2015—2019     | 1                |
| Desiigner       | 2016—2019     | 2                |
| Twenty88        | 2016—2021     | 1                |
| Valee           | 2018—2019     | 2                |
| Kids See Ghosts | 2018—2022     | 1                |

## Президенты
| Имя           | Года      | Источник    |
| ------------- | --------- | ----------- |
| Джон Монополи | 2004—2007 | [ 20 ]      |
| No I.D.       | 2008—2011 | [ 21 ]      |
| Che Pope      | 2012—2015 | [ 22 ]      |
| Pusha T       | 2015—2022 | [ 4 ] [ 6 ] |

## Операционные директора
| Имя           | Года      | Источник |
| ------------- | --------- | -------- |
| Стивен Виктор | 2015-2019 | [ 23 ]   |

## Дискография
Начиная с 2011 года, все релизы выпускала компания Def Jam Recordings, если не указано иное.

### Студийные альбомы
| Исполнитель              | Альбом                                                                                        | Детали                                                                                  |
| ------------------------ | --------------------------------------------------------------------------------------------- | --------------------------------------------------------------------------------------- |
| Джон Ледженд             | Get Lifted (выпущен совместно с Sony Urban и Columbia)                                        | - Выпущен: 28 декабря 2004 - Позиция в чарте: #4 США - Сертификация RIAA: платиновый    |
| Common                   | Be (выпущен совместно с Geffen)                                                               | - Выпущен: 24 мая 2005 - Позиция в чарте: #2 США - Сертификация RIAA: золотой           |
| Джон Ледженд             | Once Again (выпущен совместно с Sony Urban и Columbia)                                        | - Выпущен: 24 октября 2006 - Позиция в чарте: #3 США - Сертификация RIAA: платиновый    |
| Consequence              | Don't Quit Your Day Job! (выпущен совместно с Columbia)                                       | - Выпущен: 6 марта 2007 - Позиция в чарте: #113 США - Сертификация RIAA: —              |
| Common                   | Finding Forever (выпущен совместно с Geffen)                                                  | - Выпущен: 31 июля 2007 - Позиция в чарте: #1 США - Сертификация RIAA: золотой          |
| Джон Ледженд             | Evolver (выпущен совместно с Columbia)                                                        | - Выпущен: 28 октября 2008 - Позиция в чарте: #4 США - Сертификация RIAA: золотой       |
| Common                   | Universal Mind Control (выпущен совместно с Geffen)                                           | - Выпущен: 9 декабря 2008 - Позиция в чарте: #12 США - Сертификация RIAA: —             |
| Кид Кади                 | Man on the Moon: The End of Day (выпущен совместно с Dream On и Universal Motown)             | - Выпущен: 15 сентября 2009 - Позиция в чарте: #4 США - Сертификация RIAA: платиновый   |
| Mr Hudson                | Straight No Chaser (выпущен совместно с Mercury)                                              | - Выпущен: 19 октября 2009 - Позиция в чарте: #25 Великобритании - Сертификация RIAA: — |
| Джон Ледженд и The Roots | Wake Up! (выпущен совместно с Columbia)                                                       | - Выпущен: 21 сентября 2010 - Позиция в чарте: #8 США - Сертификация RIAA: —            |
| Кид Кади                 | Man on the Moon II: The Legend of Mr. Rager (выпущен совместно с Dream On и Universal Motown) | - Выпущен: 9 ноября 2010 - Позиция в чарте: #3 США - Сертификация RIAA: платиновый      |
| Биг Шон                  | Finally Famous                                                                                | - Выпущен: 28 июня 2011 - Позиция в чарте: #3 США - Сертификация RIAA: платиновый       |
| WZRD                     | WZRD (выпущен совместно с Wicked Awesome Records и Universal Republic)                        | - Выпущен: 28 февраля 2012 - Позиция в чарте: #3 США - Сертификация RIAA: —             |
| GOOD Music               | Cruel Summer                                                                                  | - Выпущен: 12 сентября 2012 - Позиция в чарте: #2 США - Сертификация RIAA: платиновый   |
| Кид Кади                 | Indicud (выпущен совместно с Wicked Awesome и Republic)                                       | - Выпущен: 16 апреля 2013 - Позиция в чарте: #2 США - Сертификация RIAA: золотой        |
| Биг Шон                  | Hall of Fame                                                                                  | - Выпущен: 27 августа 2013 - Позиция в чарте: #3 США - Сертификация RIAA: золотой       |
| Джон Ледженд             | Love in the Future (выпущен совместно с Columbia)                                             | - Выпущен: 3 сентября 2013 - Позиция в чарте: #4 США - Сертификация RIAA: золотой       |
| Pusha T                  | My Name Is My Name                                                                            | - Выпущен: 8 октября 2013 - Позиция в чарте: #4 США - Сертификация RIAA: —              |
| Тейяна Тейлор            | VII                                                                                           | - Выпущен: 4 ноября 2014 - Позиция в чарте: #19 США - Сертификация RIAA: —              |
| Биг Шон                  | Dark Sky Paradise                                                                             | - Выпущен: 24 февраля 2015 - Позиция в чарте: #1 США - Сертификация RIAA: платиновый    |
| Pusha T                  | King Push – Darkest Before Dawn: The Prelude                                                  | - Выпущен: 18 декабря 2015 - Позиция в чарте: #20 США - Сертификация RIAA: —            |
| Канье Уэст               | The Life of Pablo                                                                             | - Выпущен: 13 февраля 2016 - Позиция в чарте: #1 США - Сертификация RIAA: платиновый    |
| HXLT                     | HXLT                                                                                          | - Выпущен: 26 февраля 2016 - Позиция в чарте: — - Сертификация RIAA: —                  |
| Twenty88                 | Twenty88 (выпущен совместно с ARTium Recordings)                                              | - Выпущен: 1 апреля 2016 - Позиция в чарте: #5 США - Сертификация RIAA: —               |
| Джон Ледженд             | Darkness and Light (выпущен совместно с Columbia)                                             | - Выпущен: 2 декабря 2016 - Позиция в чарте: #14 США - Сертификация RIAA: —             |
| Биг Шон                  | I Decided                                                                                     | - Выпущен: 3 февраля 2017 - Позиция в чарте: #1 США - Сертификация RIAA: платиновый     |
| Kacy Hill                | Like a Woman                                                                                  | - Выпущен: 30 июня 2017 - Позиция в чарте: — - Сертификация RIAA: —                     |
| Биг Шон и Metro Boomin   | Double or Nothing (выпущен совместно с Boominati и Republic)                                  | - Выпущен: 8 декабря 2017 - Позиция в чарте: #6 США - Сертификация RIAA: —              |
| Pusha T                  | Daytona                                                                                       | - Выпущен: 25 мая 2018 - Позиция в чарте: #3 США - Сертификация RIAA: —                 |
| Канье Уэст               | Ye                                                                                            | - Выпущен: 1 июня 2018 - Позиция в чарте: #1 США - Сертификация RIAA: платиновый        |
| Kids See Ghosts          | Kids See Ghosts (выпущен совместно с Wicked Awesome)                                          | - Выпущен: 8 июня 2018 - Позиция в чарте: #2 США - Сертификация RIAA: золотой           |
| Тейяна Тейлор            | K.T.S.E.                                                                                      | - Выпущен: 23 июня 2018 - Позиция в чарте: #17 США - Сертификация RIAA: —               |
| Sheck Wes                | Mudboy (выпущен совместно с Interscope и Cactus Jack Records)                                 | - Выпущен: 5 октября 2018 - Позиция в чарте: #17 США - Сертификация RIAA: —             |
| Канье Уэст               | Jesus Is King                                                                                 | - Выпущен: 25 октября 2019 - Позиция в чарте: #1 США - Сертификация RIAA: золотой       |
| 070 Shake                | Modus Vivendi                                                                                 | - Выпущен: 17 января 2020 - Позиция в чарте: — - Сертификация RIAA: —                   |
| Тейяна Тейлор            | The Album                                                                                     | - Выпущен: 19 июня 2020 - Позиция в чарте: #8 США - Сертификация RIAA: —                |
| Биг Шон                  | Detroit 2                                                                                     | - Выпущен: 4 сентября 2020 - Позиция в чарте: #1 США - Сертификация RIAA: —             |
| Канье Уэст               | Donda                                                                                         | - Выпущен: 29 августа 2021 - Позиция в чарте: #1 США - Сертификация RIAA: платиновый    |
| Pusha T                  | It’s Almost Dry                                                                               | - Выпущен: 22 апреля 2022 - Позиция в чарте: #1 США - Сертификация RIAA: —              |
| 070 Shake                | You Can’t Kill Me                                                                             | - Выпущен: 3 июня 2022 - Позиция в чарте: — - Сертификация RIAA: —                      |

### Мини-альбомы
| Исполнитель | Альбом                      | Детали                                                                     |
| ----------- | --------------------------- | -------------------------------------------------------------------------- |
| Pusha T     | Fear of God II: Let Us Pray | - Выпущен: 8 ноября 2011 - Позиция в чарте: #66 США - Сертификация RIAA: — |
| Kacy Hill   | Bloo                        | - Выпущен: 9 октября 2015 - Позиция в чарте: — - Сертификация RIAA: —      |
| Valee       | Good Job, You Found Me      | - Выпущен: 2 марта 2018 - Позиция в чарте: — - Сертификация RIAA: —        |
| 070 Shake   | Glitter                     | - Выпущен: 23 марта 2018 - Позиция в чарте: — - Сертификация RIAA: —       |
| Desiigner   | L.O.D.                      | - Выпущен: 4 мая 2018 - Позиция в чарте: #161 США - Сертификация RIAA: —   |

### Микстейпы
| Исполнитель   | Альбом                           | Детали                                                                    |
| ------------- | -------------------------------- | ------------------------------------------------------------------------- |
| Malik Yusef   | G.O.O.D. Morning, G.O.O.D. Night | - Выпущен: 2 июня 2009 - Позиция в чарте: — - Сертификация RIAA: —        |
| Tony Williams | Finding Dakota Grey              | - Выпущен: 2 марта 2010 - Позиция в чарте: — - Сертификация RIAA: —       |
| Desiigner     | New English                      | - Выпущен: 26 июня 2016 - Позиция в чарте: #22 США - Сертификация RIAA: — |